# قوشقوا
قوشقرا یکی از روستاهای استان آذربایجان شرقی است که در دهستان قبله‌داغی بخش حومه واقع شده‌است.این روستا ۲۰۵ نفر جمعیت دارد.